# Стал Стенсли
Стал Стенсли (енгл. Stahl Stenslie; 1965) је норвешки уметник чија се уметничка пракса креће од перформанса, преко инсталација, до мултимедијских и интерактивних радова. Један је од ретких уметника који користи роботику у уметности, а да нема тенденцију да тиме надогради људско тело (попут Стеларка), већ да га тиме изложи одређеној ситуацији, било она пријатна или непријатна. Поред својих често контроверзних радова Стал Стенсли је редовни професор на Уметничкој академији у Ослу. У Београду се представио више пута. Стал Стенсли и Габријел Савић Ра су у Београдском Студентском центру извели перформанс током фестивала Априлски сусрети 2009, а сарађивао је и са многим другим светским уметницима. Стенсли је излагао и држао предавања широм Европе. Један је од аутора књиге Информација је жива: Уметност и теорија архивирања и преузимање података (енгл. Information Is Alive: Art And Theory On Archiving And Retrieving Data).